# David Sole
David Michael Barclay Sole (Aylesbury, 8 maggio 1962) è un ex rugbista a 15 internazionale per la Scozia che giocava nel ruolo di pilone.
Ha debuttato con la nazionale scozzese il 18 gennaio 1986 contro la Francia a Murrayfield, arrivando a collezionare 44 presenze di cui 25 da capitano. Ha giocato anche con i British and Irish Lions disputando le tre partite contro i Wallabies durante il tour in Australia del 1989.
David Sole è stato il capitano della nazionale scozzese che conquistò il Grande Slam al Cinque Nazioni 1990, sconfiggendo gli avversari storici dell'Inghilterra davanti a 70 000 spettatori in quella che rappresentava anche la partita inaugurale dell'allora nuovo stadio di Murrayfield. Ha disputato anche la Coppa del Mondo di rugby 1987 e la Coppa del Mondo di rugby 1991.